# Seil Dera Baquo
El Seil Dera Baquo o Gran Pic del Seil Dera Baquo (en aragonès El Sellant de la Vaca) és una muntanya de 3.110 m d'altitud, amb una prominència de 197 m, que es troba al massís de Perdiguero, entre la província d'Osca (Aragó) i el departament de l'Alta Garona (França).